# Brunswick (Ohio)
Brunswick è un comune degli Stati Uniti d'America, situato nello stato dell'Ohio, nella contea di Medina.